# Ecuador en los Juegos Paralímpicos
Ecuador en los Juegos Paralímpicos está representado por el Comité Paralímpico Ecuatoriano, creado en 1989 y miembro del Comité Paralímpico Internacional.
Ha participado en diez ediciones de los Juegos Paralímpicos de Verano, su primera presencia tuvo lugar en Toronto 1976. El país ha obtenido un total de siete medallas en las ediciones de verano: tres de oro y cuatro de bronce.
En los Juegos Paralímpicos de Invierno no ha tenido participaciones.

## Medallistas

### Paralímpicos de verano
| Evento     | Oro | Plata | Bronce | T | Detalle |  |
| ---------- | --- | ----- | ------ | - | --- |  |
| Tokio 2020 | 1   | 0     | 2      | 3 | Atletismo, Poleth Isamar Méndes Sánchez Atletismo, Anaís Carolay Méndez Sánchez Atletismo, Kiara Briggitte Rodríguez España                                                               |  |
| París 2024 | 2   | 0     | 2      | 4 | Atletismo, Kiara Briggitte Rodríguez España Salto de Longitud, Kiara Briggitte Rodríguez España Atletismo, Poleth Isamar Méndes Sánchez Lanzamiento de Disco, Estefany Gisela López Macas |  |
| TOTAL      | 3   | 0     | 4      | 7 | |  |

## Medallero

### Juegos Paralímpicos de Verano
| Sede                                  | Atletas      | Oro          | Plata        | Bronce       | Total        | Posición     |
| ------------------------------------- | ------------ | ------------ | ------------ | ------------ | ------------ | ------------ |
| Toronto 1976                          | 3            | 0            | 0            | 0            | 0            | -            |
| Arnhem 1980                           | No participó | No participó | No participó | No participó | No participó | No participó |
| Nueva York 1984 Stoke Mandeville 1984 | 2            | 0            | 0            | 0            | 0            | -            |
| Seúl 1988                             | No participó | No participó | No participó | No participó | No participó | No participó |
| Barcelona 1992                        | 3            | 0            | 0            | 0            | 0            | -            |
| Atlanta 1996                          | 2            | 0            | 0            | 0            | 0            | -            |
| Sídney 2000                           | 3            | 0            | 0            | 0            | 0            | -            |
| Atenas 2004                           | 4            | 0            | 0            | 0            | 0            | -            |
| Pekín 2008                            | 2            | 0            | 0            | 0            | 0            | -            |
| Londres 2012                          | 2            | 0            | 0            | 0            | 0            | -            |
| Río de Janeiro 2016                   | 5            | 0            | 0            | 0            | 0            | -            |
| Tokio 2020                            | 8            | 1            | 0            | 2            | 3            | 56           |
| París 2024                            | 14           | 2            | 0            | 2            | 4            | 47           |
| TOTAL                                 | 48           | 3            | 0            | 4            | 7            | -            |

### Medallas por deporte
| Deporte   | Oro | Plata | Bronce | Total |
| --------- | --- | ----- | ------ | ----- |
| Atletismo | 3   | 0     | 4      | 7     |
| Total     | 3   | 0     | 4      | 7     |